# Communauté de communes du Pays de Colombey et du Sud Toulois
Die Communauté de communes du Pays de Colombey et du Sud Toulois ist ein französischer Gemeindeverband mit der Rechtsform einer Communauté de communes in den Départements Meurthe-et-Moselle und Vosges der Region Grand Est (bis 2015 Lothringen). Sie wurde am 29. Dezember 2000 gegründet und umfasst 38 Gemeinden. Der Verwaltungssitz befindet sich im Ort Colombey-les-Belles. Eine Besonderheit liegt in der Département-übergreifenden Struktur der Gemeinden.

## Historische Entwicklung
Mit Wirkung vom 1. Januar 2017 schloss sich die ehemalige Mitgliedsgemeinde Aroffe dem neu geschaffenen Gemeindeverband Communauté de communes de l’Ouest Vosgien an.

## Mitgliedsgemeinden
| Gemeinde                                                     | Einwohner 1. Januar 2022 | Fläche km² | Dichte Einw./km² | Code INSEE | Postleitzahl | Département        |
| ------------------------------------------------------------ | ------------------------ | ---------- | ---------------- | ---------- | ------------ | ------------------ |
| Aboncourt                                                    | 90                       | 6,93       | 13               | 54003      | 54115        | Meurthe-et-Moselle |
| Allain                                                       | 490                      | 16,48      | 30               | 54008      | 54170        | Meurthe-et-Moselle |
| Allamps                                                      | 501                      | 7,21       | 69               | 54010      | 54112        | Meurthe-et-Moselle |
| Bagneux                                                      | 130                      | 8,60       | 15               | 54041      | 54170        | Meurthe-et-Moselle |
| Barisey-au-Plain                                             | 392                      | 10,85      | 36               | 54046      | 54170        | Meurthe-et-Moselle |
| Barisey-la-Côte                                              | 270                      | 3,87       | 70               | 54047      | 54170        | Meurthe-et-Moselle |
| Battigny                                                     | 145                      | 6,41       | 23               | 54052      | 54115        | Meurthe-et-Moselle |
| Beuvezin                                                     | 88                       | 7,72       | 11               | 54068      | 54115        | Meurthe-et-Moselle |
| Blénod-lès-Toul                                              | 1.028                    | 17,60      | 58               | 54080      | 54113        | Meurthe-et-Moselle |
| Bulligny                                                     | 534                      | 10,49      | 51               | 54105      | 54113        | Meurthe-et-Moselle |
| Colombey-les-Belles                                          | 1.430                    | 17,59      | 81               | 54135      | 54170        | Meurthe-et-Moselle |
| Courcelles                                                   | 87                       | 4,31       | 20               | 54140      | 54930        | Meurthe-et-Moselle |
| Crépey                                                       | 386                      | 20,90      | 18               | 54143      | 54170        | Meurthe-et-Moselle |
| Crézilles                                                    | 301                      | 9,53       | 32               | 54146      | 54113        | Meurthe-et-Moselle |
| Dolcourt                                                     | 147                      | 6,19       | 24               | 54158      | 54170        | Meurthe-et-Moselle |
| Favières                                                     | 581                      | 29,50      | 20               | 54189      | 54115        | Meurthe-et-Moselle |
| Fécocourt                                                    | 106                      | 7,86       | 13               | 54190      | 54115        | Meurthe-et-Moselle |
| Gélaucourt                                                   | 49                       | 2,26       | 22               | 54218      | 54115        | Meurthe-et-Moselle |
| Gémonville                                                   | 76                       | 9,03       | 8                | 54220      | 54115        | Meurthe-et-Moselle |
| Germiny                                                      | 188                      | 11,85      | 16               | 54223      | 54170        | Meurthe-et-Moselle |
| Gibeaumeix                                                   | 175                      | 7,80       | 22               | 54226      | 54112        | Meurthe-et-Moselle |
| Grimonviller                                                 | 113                      | 4,78       | 24               | 54237      | 54115        | Meurthe-et-Moselle |
| Mont-l’Étroit                                                | 95                       | 6,42       | 15               | 54379      | 54170        | Meurthe-et-Moselle |
| Mont-le-Vignoble                                             | 415                      | 4,12       | 101              | 54380      | 54113        | Meurthe-et-Moselle |
| Moutrot                                                      | 320                      | 7,26       | 44               | 54392      | 54113        | Meurthe-et-Moselle |
| Ochey                                                        | 522                      | 18,06      | 29               | 54405      | 54170        | Meurthe-et-Moselle |
| Pulney                                                       | 55                       | 4,40       | 13               | 54438      | 54115        | Meurthe-et-Moselle |
| Saulxerotte                                                  | 101                      | 3,15       | 32               | 54494      | 54115        | Meurthe-et-Moselle |
| Saulxures-lès-Vannes                                         | 371                      | 18,04      | 21               | 54496      | 54170        | Meurthe-et-Moselle |
| Selaincourt                                                  | 187                      | 10,86      | 17               | 54500      | 54170        | Meurthe-et-Moselle |
| Thuilley-aux-Groseilles                                      | 434                      | 9,12       | 48               | 54523      | 54170        | Meurthe-et-Moselle |
| Tramont-Émy                                                  | 28                       | 3,91       | 7                | 54529      | 54115        | Meurthe-et-Moselle |
| Tramont-Lassus                                               | 91                       | 5,76       | 16               | 54530      | 54115        | Meurthe-et-Moselle |
| Tramont-Saint-André                                          | 62                       | 6,88       | 9                | 54531      | 54115        | Meurthe-et-Moselle |
| Uruffe                                                       | 367                      | 13,05      | 28               | 54538      | 54112        | Meurthe-et-Moselle |
| Vandeléville                                                 | 211                      | 9,86       | 21               | 54545      | 54115        | Meurthe-et-Moselle |
| Vannes-le-Châtel                                             | 511                      | 17,30      | 30               | 54548      | 54112        | Meurthe-et-Moselle |
| Vicherey                                                     | 158                      | 5,88       | 27               | 88504      | 88170        | Vosges             |
| Communauté de communes du Pays de Colombey et du Sud Toulois | 11.235                   | 371,83     | 30               | –          | –            | –                  |